# Hans Viggo Jensen (Radsportler)
Hans Viggo Jensen (* 1. April 1900; † unbekannt) war ein dänischer Radrennfahrer und nationaler Meister im Radsport.

## Sportliche Laufbahn
Jensen war im Bahnradsport aktiv. Von 1922 bis 1935 war er Berufsfahrer. 1925 wurde er dreifacher Meister Dänemarks. Er gewann die Titel im Sprint, über 1 Meile und über 1 Dänische Meile. Beim Dortmunder Sechstagerennen 1926 wurde mit seinem Partner Jean Steingass Siebenter.